# 谷村里佳
 新韓国
谷村 里佳（たにむら りか、1993年7月31日 - ）は、日本の女子バスケットボール選手である。ポジションはセンター。新韓銀行S-birds所属。ニックネームはリカ。茨城県出身。祖父は元競輪選手の野寺英男。

## 来歴
御所ヶ丘小でバスケを始め、御所ヶ丘中でジュニアオールスター3位、中村学園女子高校でインターハイ・国体・ウインターカップ準優勝、筑波大では、インカレ優勝を果たす。
2016年、シャンソン化粧品に加入。同年のユニバーシアード日本代表にも選ばれ、4位入賞。
2018年、女子日本代表候補に選出される。2019年、日本代表で国際強化試合に出場。FIBA女子アジアカップ日本代表に選出されたが、故障によるメンバー変更で出場できなかった。
2020年、日立ハイテククーガーズに移籍。
5月9日、シャンソンに復帰。
2024年、韓国・WKBLのアジアクォータードラフト全体1位で新韓銀行S-birdsに指名される。

## 日本代表歴
- 2019 東京五輪アジア・オセアニア地区プレ予選大会[9]
- 2022 FIBAワールドカップ2022予選

## 経歴
- 中村学園女高 - 筑波大 - シャンソン化粧品（2016年〜2020年）-日立ハイテククーガーズ（2020年～2022年）-シャンソン化粧品（2022年〜2023年）-アイスフォーゲルUSCフライブルク（2023年～2024年） - 新韓銀行S-birds